# 石嘉兴
石嘉兴（1961年4月—），黑龙江省哈尔滨市人，满族，中华人民共和国地方政府官员、第十一届全国人民代表大会黑龙江地区代表。

## 生平
毕业于哈尔滨工业大学管理学院EMBA。1982年8月起，担任阿城县第一中学教师、团委书记等职，1984年7月加入中国共产党。9月任共青团阿城县委员会副书记、书记。其后，多次升迁，2008年起任哈尔滨市人民政府秘书长、党组成员，市人民政府办公厅党组书记。同年起担任全国人大代表。2015年1月，担任中共哈尔滨市委常委、市委秘书长职务的石嘉兴在哈尔滨市道外区“1·2”火灾事故现场，因身穿名牌羽绒服（售价在1万人民币左右）引起舆论关注。
2017年6月，拟任大庆市市长。2018年2月24日，当选为第十三届全国人大代表。